# 劳拉·巴斯
劳拉·巴斯 （義大利語：Laura Bassi，1711年11月29日—1778年2月20日），18世纪意大利科学家，她是欧洲第二位获得学术资格的女性， 同时也是欧洲第一位女教授。

## 生平
劳拉·巴斯出生在博洛尼亚的一个富裕家庭，父亲是一名律师。劳拉·巴斯在少年时代，由一名生物学、自然史和医学的大学教授进行了七年的私人教育与辅导，后来得到了教宗本篤十四世的注意，并鼓励她继续科学研究。
劳拉·巴斯在1732年成为了博洛尼亚大学解剖学的教授，而当时她只有21岁。在成为教授的第二年，她同时开始讲授一门哲学课程。不过在最初的几年，她的精力并没有完全放在授课上，仅限于有限的一些课程。
1732年，劳拉·巴斯获得学位的仪式在市政府的市民大厅举行，并在那里开始了她的第一堂课。这堂课的听众里不仅有大学的教授和学生，还有城市主要的政治和宗教人物、教皇使节、博洛尼亚大主教、长老、参议员、法官、当地的贵族等等。劳拉·巴斯获得的成就和取得的学位得到了博洛尼亚市民的认可。
1738年，劳拉·巴斯和学者Giuseppe Veratti结婚。婚后，她开始了常规性的教学，并且成功向大学申请了用来做实验的经费。
教宗本篤十四世是劳拉·巴斯最重要的支持者之一，他主张减少对学术论文的审查，避免伽利略所遭遇的学术事件再次发生，并支持女性在学术上的发展，包括后来成为欧洲第二名女教授的玛利亚·阿涅西.
劳拉·巴斯主要研究经典力学，在这一学科上的授课持续了28年。她是把经典力学和自然哲学介绍到意大利的关键人物之一。她自己也进行了物理学各方面的实验。为了能够讲授经典力学和电学这些在当时的大学里还不算主流的课程，劳拉·巴斯在自己的家里进行授课。尽管劳拉·巴斯并没有出版著作，但在她的一生中总共完成了28篇学术论文，并发表了其中的4篇。尽管只有数量有限的一些论文留了下来，但是劳拉·巴斯的学术影响力在她和一些学者的通信中显现出来，其中包括伏尔泰、Francesco Algarotti、鲁杰尔·朱塞佩·博斯科维奇、Charles Bonnet、Jean Antoine Nollet、Giambattista Beccaria、Paolo Frisi和亚历山德罗·伏打。伏尔泰在给她的一封信中写到：“我更乐意选择有巴斯的博洛尼亚，而不是伦敦，即使那里有牛顿在。".博学家Francesco Algarotti还专门为巴斯的学术仪式写了几首诗。
1745年，本篤十四世 建立了一个由25名学者组成的菁英团体"Benedictines"，虽然其它的学者中间有一些反对的声音，但劳拉·巴斯还是成为了这个团体中唯一的女性。从1746年到1777年的31年里，她每年都会完成一篇论文，其中包括1749年一篇关于重力问题的论文。十八世纪六十年代，劳拉·巴斯和他的丈夫一起进行了电学的试验和研究， 吸引了包括法国物理学家Abbe Nollet等来到博洛尼亚学习电学。
1776年，在劳拉·巴斯65岁的时候，她被博洛尼亚科学院任命为实验物理的首席教授。两年后劳拉·巴斯去世，使得物理学成为了她终身事业并且成为了女性进入学术领域的敲门人。
为了纪念劳拉·巴斯，在她去世之后博洛尼亚大学在科学院航天室的上方竖立了一座大理石雕像。
除了物理学研究之外，劳拉·巴斯还是很多文学社团的成员，并和当时欧洲最有名的一些文人墨客有大量的通信往来，她对古典文学（古希臘語文學與拉丁語文學），意大利文学以及法国文学造诣颇深。

## 荣誉
金星上一个直径31公里的陨石坑以劳拉·巴斯命名。

## 论文
劳拉·巴斯一生只发表了四篇学术论文，其中包括：
- Miscellanea, 1732. The International Center for the History of Universities and Science (CIS), University of Bologna

de aeris compression (1745).
de problemate quodam hydrometrico and de problemate quodam mechanico (1757).
de immixto fluidis aere (1792).

## 延伸阅读
- Ceranski, Beate. .  19. New York: Charles Scribner's Sons: 202–204. 1970–80. ISBN 0684101149 （英语）.